# Синюшкин колодец (мультфильм)
«Синюшкин колодец» — советский мультипликационный фильм, выпущенный Свердловской киностудией в 1973 году. Режиссёр Валерий Фомин создал мультфильм по мотивам одноимённого сказа Павла Петровича Бажова.
С 1973 по 1991 годы в СССР мультфильм показывали по Центральному телевидению Гостелерадио СССР.

## Сюжет
Жил-был при заводе бобыль Илья, парень молодой и статный. Все его родные умерли, осталась только бабка Лукерья, да и она вскоре на тот свет засобиралась. Оставила бабка Илье решето, полное перьев и наказ — за богатством шибко не гоняться, только то хорошо, что бабка Синюшка сама лично подаст.
После смерти Лукерьи украли у Ильи почти все пёрышки, только три и осталось — белое, рыжее, и чёрное. Решил парень на шапке их носить, в память о бабке. И вот пошёл он на прииск короткой незнакомой дорогой, да и повстречал там бабку Синюшку. Тому, кто перехитрит её, большое богатство будет, а тому, кто не сможет — верная смерть…

## Создатели
| режиссёр               | Валерий Фомин                       |
| сценарист              | Александр Розин                     |
| художники-постановщики | Валерий Лукинов, Валерий Фомин      |
| художники              | В. Юрчиков, В. Климов, Дарья Сизова |
| оператор               | Вячеслав Сумин                      |
| директор               | Михаил Агузин                       |
| композитор             | Евгений Родыгин                     |
| звукооператор          | Юрий Пашков                         |
| редакторы              | Л. Козлова, И. Орлов                |
| роли озвучивали        | Николай Трофимов — читает текст     |

## Мультфильмы по сказам Павла Бажова
В честь 100-летия Павла Петровича Бажова на Свердловской киностудии разными режиссёрами были сняты мультипликационные экранизации его сказов, в том числе и этот мультфильм:
- «Синюшкин колодец» (1973 год)
- «Медной горы хозяйка» (1975 год)
- «Малахитовая шкатулка» (1976 год)
- «Каменный цветок» (1977 год)
- «Подарёнка» (1978 год)
- «Золотой волос» (1979 год)
- «Травяная западёнка» (1982 год)

## Отзыв критика
Особым спросом пользовались лишь анимационные версии бажовских сказок, наивные и поучительные детские истории.
— Лариса Малюкова «СВЕРХкино» с.122

## Издание на видео
В России в 2000-е годы мультфильм выпущен на DVD изданием «Твик Лирек» в сборнике мультфильмов «Сказки Бажова» («Медной горы хозяйка», «Каменный цветок», «Подарёнка», «Малахитовая шкатулка», «Травяная западёнка» и «Синюшкин колодец»).
В 2007 году мультфильм снова выпущен на DVD изданием «Крупный План» в сборнике мультфильмов «Про Веру и Анфису» («Про Веру и Анфису», «Вера и Анфиса тушат пожар», «Вера и Анфиса на уроке в школе», «Синюшкин колодец», «Бурёнушка», «Сказка про Комара Комаровича», «Травяная западёнка», «Пингвинёнок» и «По щучьему велению» (1984)).